# Eternity (Freedom Call)
Eternity är det tyska power metal-bandet Freedom Calls tredje studioalbum. Det släpptes 2002 av skivbolaget Steamhammer. År 2015 gavs skivan ut på nytt med titeln 666 Weeks Beyond Eternity, då i remastrad version med omkastad låtordning samt bonusmaterial.
Eternity var det första av bandets album där den schweiziske gitarristen Cédric Dupont medverkade.

## Låtlista
1. "Metal Invasion" – 6:48
2. "Flying High" – 4:09
3. "Ages of Power" – 4:41
4. "The Spell (instrumental)" – 0:54
5. "Bleeding Heart" – 4:58
6. "Warriors" – 4:20
7. "The Eyes of the World" – 3:55
8. "Flame in the Night" – 4:57
9. "Land of Light" – 3:54
10. "Island of Dreams" – 4:16
11. "Turn Back Time" – 5:04

## Medverkande
Musiker
- Chris Bay – sång, gitarr
- Cédric Dupont – gitarr
- Ilker Ersin – basgitarr
- Dan Zimmermann – trummor

Bidragande musiker
- Rolf Köhler - sång
- Janie Dixon - sång
- Tobias Sammet - sång
- Oliver Hartmann - sång

Produktion
- Charlie Bauerfeind – producent, ljudtekniker
- Chris Bay – producent
- Dan Zimmermann – producent
- Dirk Schlächter - ljudtekniker
- Paul Raymond Gregory - omslagskonst
- Karsten Koch – foto